# Sellos de Alemania en 2012
Los sellos de Alemania en el año 2012 fueron puestos en circulación por el Deutsche Post, la administración postal de Alemania. En total se emitieron 58 sellos postales (1 en hoja bloque), comprendidos en 47 series filatélicas con temáticas diversas.

## Descripción
| Fecha de emisión | Nombre del sello (descripción) | Dimensiones (mm)       | Valor facial (en €) |
| ---------------- | --- | ---------------------- | ------------------- |
| 02.01            | «Parque Nacional de Jasmund» 1) Un acantilado en el parque nacional de Jasmund (isla de Rügen) | 44,2 × 26,2            | 0,55                |
| 02.01            | «Para la beneficencia – Piedras preciosas» 1) Un rubí | 55,0 × 32,8            | 0,55+0,25           |
| 02.01            | 2) Una esmeralda | 55,0 × 32,8            | 0,90+0,40           |
| 02.01            | 3) Un zafiro | 55,0 × 32,8            | 1,45+0,55           |
| 02.01            | «Correos – Vacaciones de invierno en Alemania» 1) Un paisaje nevado | 44,2 × 26,2            | 0,45                |
| 02.01            | «Aniversarios» 1) Retrato del rey Federico II el Grande, con motivo del 300.º aniversario de su nacimiento | 35,0 × 35,0            | 0,55                |
| 02.01            | 2) Representación del espectro solar con las líneas de Fraunhofer, que deben su nombre al físico Joseph von Fraunhofer, en ocasión del 225.º aniversario de su nacimiento | 44,2 × 26,2            | 0,90                |
| 02.01            | 3) Vista del jardín interior del palacio Zwinger en Dresde, diseñado por el arquitecto Matthäus Daniel Pöppelmann, en ocasión del 350.º aniversario de su nacimiento | 44,2 × 26,2            | 1,45                |
| 09.02            | «125 años del tren de vía estrecha del macizo del Harz» 1) Foto del tren de vía estrecha del macizo del Harz | 44,2 × 26,2            | 0,45                |
| 09.02            | «100 años del grupo Der Blaue Reiter» 1) El óleo Blaues Pferd I (Caballo azul I) del pintor Franz Marc, fundador junto con Wassily Kandinsky del grupo expresionista Der Blaue Reiter | 35,0 × 35,0            | 1,45                |
| 09.02            | «Campeonato Mundial de Biatlón de Ruhpolding» 1) Foto de una competición de biatlón de salida en masa, con motivo de la celebración del Campeonato Mundial de Biatlón de 2012 en la localidad alpina de Ruhpolding | 44,2 × 26,2            | 0,55                |
| 09.02            | «Repoblación de animales nativos» 1) El lince boreal (Lynx lynx) | 44,2 × 26,2            | 0,55                |
| 09.02            | 2) El alce (Alces alces) | 44,2 × 26,2            | 0,55                |
| 01.03            | «Correos – Vacaciones de primavera en Alemania» 1) Un campo en primavera | 44,2 × 26,2            | 0,55                |
| 01.03            | «500º aniversario del nacimiento de Gerhard Mercator» 1) Retrato del geógrafo y cartógrafo Gerardo Mercator en su mesa de trabajo con un globo terráqueo, sus utensilios y un mapa de Europa elaborado bajo la proyección que lleva su nombre | 35,0 × 35,0            | 2,20                |
| 01.03            | «500 años de la Madonna Sixtina» (HB) 1) Reproducción de la Madonna Sixtina, cuadro del pintor renacentista Rafael | 35,0 × 35,0 (98 × 134) | 0,55                |
| 01.03            | «Sello de luto» 1) Un atardecer en el campo | 44,2 × 26,2            | 0,55                |
| 12.04            | «Para el deporte» Dibujos alusivos a tres importantes eventos deportivos de ese año 1) El Campeonato Europeo de Fútbol de 2012 en Polonia y Ucrania | 55,0 × 32,8            | 0,55+0,25           |
| 12.04            | 2) Los Juegos Olímpicos de 2012 en Londres | 55,0 × 32,8            | 0,90+0,40           |
| 12.04            | 3) El Campeonato Mundial de Tenis de Mesa por Equipos de 2012 en Dortmund | 55,0 × 32,8            | 1,45+0,55           |
| 12.04            | «100º aniversario de Axel Springer» 1) Fotografía del editor Axel Springer, fundador del diario Bild, entre otros | 34,9 × 34,9            | 0,55                |
| 12.04            | «50 años de la organización Deutsche Welthungerhilfe» 1) Foto de un hombre de la India con doble carga a los hombros, en conmemoración del 50.º aniversario de la organización humanitaria Deutsche Welthungerhilfe (Ayuda Alemana contra el Hambre Mundial) | 35,0 × 35,0            | 0,55                |
| 02.05            | «Tema actual» 1) Una multitud de espectadores en un estadio de fútbol apoyan a su equipo con banderas alemanas sobre el eslogan Fussball begeistert Deutschland ("El fútbol entusiasma a Alemania") | 35,0 × 35,0            | 0,55                |
| 02.05            | «Casas de paredes entramadas en Alemania» 1) La Casa Windeck en Bad Münstereifel, construida entre 1644-1664, un ejemplo típico de casa de paredes entramadas de Alemania | 34,9 × 34,9            | 1,65                |
| 02.05            | «Para la protección ambiental» 1) Una mujer con corona de princesa que besa una papelera con ancas de rana, y la leyenda Abfall ist Rohstoff ("La basura es materia prima"), en alusión al reciclaje de los desechos | 35,0 × 35,0            | 0,55+0,25           |
| 02.05            | «Correos – Vacaciones de verano en Alemania» 1) Una playa con dos Strandkörbe (sillones de mimbre con techo plegable, típicos de las playas alemanas) | 44,2 × 26,2            | 0,55                |
| 02.05            | «250º aniversario del nacimiento de Johann Gottlieb Fichte» 1) Retrato del filósofo Johann Gottlieb Fichte y la leyenda Die Wissenschaft hebt allen Glauben auf und verwandelt ihn in Schauen ("La ciencia elimina toda la fe y la convierte en espectáculo") | 34,9 × 34,9            | 0,70                |
| 14.06            | «Pintura alemana» 1) El óleo Habitación con balcón (Das Balkonzimmer) del pintor Adolph Menzel (1845) | 35,0 × 35,0            | 2,60                |
| 14.06            | «200 años de los cuentos de los hermanos Grimm» 1) Portada interior de la edición original de 1812 del libro Kinder- und Hausmärchen (Cuentos para la infancia y el hogar) de los hermanos Grimm | 34,9 × 34,9            | 0,55                |
| 14.06            | «150 años de la Asociación de Coros alemanes» 1) Dibujo de un coro de personas de todas las edades | 35,0 × 35,0            | 0,85                |
| 14.06            | «Pfälzer Hütte» 1) Foto aérea de la PfälzerhüttePfälzer Hütte (el albergue de montaña Pfälzer en el macizo de Rhäticon de los Alpes de Liechtenstein) | 44,2 × 26,2            | 0,75                |
| 12.07            | «En Alemania como en casa - Diversidad» 1) Un telefonillo con apellidos de diversos países como símbolo de la diversidad racial en Alemania | 44,2 × 26,2            | 0,55                |
| 12.07            | «Faros» 1) El pequeño faro de Borkum en isla homónima | 35,0 × 35,0            | 0,45                |
| 12.07            | 2) El faro de Cabo Arkona en el cabo homónimo (isla de Rügen) | 35,0 × 35,0            | 0,55                |
| 12.07            | «Patrimonio de la Humanidad de la Unesco – Parque de Muskau» 1) Vista del Parque de Muskau sobre el río Neisse, en la frontera entre Alemania y Polonia | 44,2 × 26,2            | 0,90                |
| 12.07            | «Refugio de animales» 1) Un pez y las cabezas de un perro y un gato, en dedicación al trabajo realizado por los refugios de animalas de Alemania | 44,2 × 26,2            | 1,45                |
| 09.08            | «Para la juventud» Tres locomotoras de vapor históricas: 1) Una locomotora S 3/6 | 55,0 × 32,8            | 0,55+0,25           |
| 09.08            | 2) Una locomotora PtL 2/2 | 55,0 × 32,8            | 0,90+0,40           |
| 09.08            | 3) La locomotora Leopold Friedrich | 55,0 × 32,8            | 1,45+0,55           |
| 09.08            | «1100º aniversario del nacimiento del emperador Otón I» 1) Una ilustración antigua del emperador Otón I, el Grande | 35,0 × 35,0            | 0,45                |
| 09.08            | «200 años de la fiesta Gäubodenvolksfest en Straubing» 1) Ilustración alusiva a la fiesta popular de Gäuboden en la localidad bávara de Straubing | 44,2 × 26,2            | 0,55                |
| 09.08            | «100 años del tren de Mittenwald» 1) Vista del tren de Mittenwald cruzando un viaducto en los Alpes ubicados entre Alemania y Austria, y las banderas de ambos países | 44,2 × 26,2            | 0,75                |
| 13.09            | «Para nosotros los niños» 1) Dibujo colorido de un niño | 44,2 × 26,2            | 0,55                |
| 13.09            | «Correos – Vacaciones de otoño en Alemania» 1) Un paisaje otoñal | 44,2 × 26,2            | 0,55                |
| 13.09            | «Día del Sello» 1) Vista de la primera carta de correo aéreo en Alemania (1912) con sello y matasello | 44,2 × 26,2            | 0,55                |
| 13.09            | «200 años de la Sociedad Bíblica Alemana» 1) Fragmento de una página de una Biblia | 44,2 × 26,2            | 0,85                |
| 13.09            | «100 años de la Biblioteca Nacional de Alemania» 1) Vista horizontal de un libro abierto, como dedicación al centenario de la Biblioteca Nacional de Alemania | 44,2 × 26,2            | 0,55                |
| 11.10            | «100 años de Domowina - Bund Lausitzer Sorben e. V.» 1) Motivo alusivo a la organización de asociaciones y uniones del pueblo sorbio Domowina en el centenario de su fundación | 44,2 × 26,2            | 1,45                |
| 11.10            | «50 años del Concilio Vaticano II» 1) Una cruz formada con los títulos de las constituciones «Lumen gentium» (Constitución dogmática sobre la Iglesia), «Gaudium et spes» (Constitución pastoral sobre la Iglesia en el mundo actual), «Sacrosanctum Concilium» (Constitución sobre la sagrada liturgia), «Dei Verbum» (Constitución dogmática sobre la revelación divina), documentos promulgados en el Concilio Vaticano II | 34,9 × 34,9            | 0,45                |
| 11.10            | «Drei Gleichen» 1) Silueta de los tres castillos medievales ubicados en Turingia, conocidos como Drei Gleichen (Tres Iguales) por estar los tres asentados en lo alto de montículos cercanos y semejantes | 44,2 × 26,2            | 0,55                |
| 11.10            | «Helmut Kohl – Canciller de la Reunificación – Ciudadano Honorario de Europa» 1) Fotografía del excanciller Helmut Kohl, actor principal de la Reunificación alemana, distinguido en 1988 por el Consejo Europeo con el título de Ciudadano Honorario de Europa | 34,9 × 34,9            | 0,55                |
| 02.11            | «Navidades 2012» 1) Un motivo navideño con una capilla nevada | 55,0 × 32,8            | 0,55+0,25           |
| 02.11            | «175 años de los siete de Gotinga» 1) Imágenes litográficas de los siete profesores universitarios conocidos como los siete de Gotinga, enmarcadas en tres bandas de los colores de la bandera alemana | 34,9 × 34,9            | 0,55                |
| 02.11            | «150º aniversario del nacimiento de Gerhart Hauptmann» 1) Imagen del dramaturgo y novelista Gerhart Hauptmann con los títulos de cinco de sus obras | 44,2 × 26,2            | 0,55                |
| 02.11            | «Sello de tarifa adicional» 1) Un número tres en color gris | 18,7 × 22,0            | 0,03                |
| 06.12            | «Casas de paredes entramadas en Alemania» 1) La Casa Alemana en la localidad Dinkelsbühl, construida a mediados del siglo XV, un ejemplo típico de casa de paredes entramadas de Alemania | 34,9 × 34,9            | 0,58                |
| 06.12            | «Flores» 1) Una pulsatilla (Pulsatilla vulgaris) | 21,5 × 30,1            | 0,58                |
| 06.12            | 2) La flor Gaura lindheimeri | 21,5 × 30,1            | 2,40                |